# TeldersStichting
De TeldersStichting (officieel: prof. mr. B.M. Teldersstichting) is het wetenschappelijk bureau ten behoeve van het liberalisme en de VVD. De stichting heeft als doel om op wetenschappelijk verantwoorde wijze vraagstukken van maatschappelijk belang, in het bijzonder die van staatkundige, sociale, economische of juridische aard, te onderzoeken met de liberale beginselen als uitgangspunt. De TeldersStichting is op 6 april 1954 opgericht onder leiding van Johan Witteveen. 
De TeldersStichting publiceert regelmatig studies in de vorm van preadviezen en geschriften en was tussen 1956 en 2016 tevens uitgever van het tijdschrift Liberaal Reveil. De stichting is vernoemd naar de liberale rechtsgeleerde Ben Telders. De huidige directeur is Patrick van Schie.

## TeldersStichting-uitgaven
In de reeks "TeldersStichting Geschriften" verschenen bij Gompel&Svacina:
- nr. 129: Marc Vermeulen, Niek Kok, Nathan Soomer e.a., De moed tot zelfspot (2019)
- nr. 130: Roelof Salomons, Maartje Schulz, Ruben Oude Engberink, Een markt voor ons allemaal (2021)
- nr. 131: Fleur de Beaufort, Patrick van Schie, Marcel Wissenburg (red.), Verschil moet er zijn: Liberale perspectieven op ongelijkheid (2021)
- nr. 132: Frans Osinga, Wilbert Jan Derksen, Tamara de Bel et. al., Digitalisering en liberale kernwaarden (2022)
- nr. 133: Patrick van Schie (red.), 175 jaar Grondwet van Thorbecke (2023)
- nr. 134: Bert Wijbenga-Van Nieuwenhuizen, Dirk Brounen, Onno Hoes et. al., WoningMarktMeester (2024)
- nr. 135: Patrick van Schie, Grondslagen en grondrechten: Een liberale blik (2024)